# Reinholterode
Reinholterode település Németországban, azon belül Türingiában. Lakosainak száma 764 fő (2023. december 31.).

## Népesség
A település népességének változása:
| Lakosok száma | 759  | 768  | 769  | 775  | 764  |
|               | 2017 | 2019 | 2021 | 2022 | 2023 |